# Tomogonus crassoides
Tomogonus crassoides là một loài bọ cánh cứng trong họ Bọ hung (Scarabaeidae).